# Линдеквист, Фридрих
Фридрих Линдеквист (нем. Friedrich von Lindequist); 15 сентября 1862 — 15 июня 1945 — немецкий дипломат и государственный деятель.

## Биография

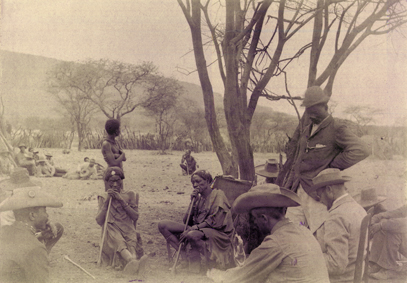
Вождь Гереро Камбаземби и Фридрих фон Линдеквист, 1898

Представитель померанской дворянской семьи Линдеквистов. Племянник фельдмаршала Оскара фон Линдеквиста.
Служил в Германской Юго-Западной Африке верховным судьей и постоянным представителем губернатора; в 1900—1905 гг. германский генеральный консул в Капштадте. В августе 1905 г. возвратился в Германскую Юго-Западную Африку и занимал пост губернатора с ноября 1905 года по 20 мая 1907 года..
Позже служил в Имперском министерстве по делам колоний в качестве заместителя государственного секретаря с 1907 по 1910 год. Во время службы на этом посту он возглавил комиссию в высокогорье Германской Восточной Африки для изучения возможности расширения расселения из Германии в эту колонию.
C 9 июня 1910 по 3 ноября 1911 Государственный секретарь по делам колоний Германии.